# قانون سه مرحله‌ای
این قانون سه مرحله است یک ایده طراحی و توسعه توسط اگوست کنت در کار او دوره ای درباره فلسفه پوزیتیویسم. این فرضیه بیان می کند که جامعه به طور کلی و هر دانش(علم) به طور خاص در طی سه مرحله ذهنی تکامل یافته است:
(۱) مرحله ربانی یا کلامی یا الهی (Theological Stage)
(۲) مرحله متافیزیکی یا مجرد (Metaphysical or Abstract Stage) و
(۳) مرحله اثبات گرایی (پوزیتیویست ای) یا علمی (The Positivity stage/ The Scientific stage)

## پیشرفت سه مرحله ای جامعه‌شناسی
(۱) مرحله الهیاتی، اشاره دارد به توضیح هیجانی افراد با استفاده از خدایان جانبخشی شده. در طول مراحل اولیه، مردم بر این باورند که تمام پدیده‌های طبیعت آفریده ی الهی یا فراطبیعت است. کودکان و بزرگان موفق به کشف علل طبیعی و واقعی پدیده‌های مختلف نمی شدند و از این رو آن ها را به فراطبیعت یا قدرت الهی نسبت می دادند. کنت این مرحله را به 3 زیر-مرحله شکاند:
1A. بت وارگی – بت وارگی مرحله اولیه از مرحله ی تفکر ربانی است. در طول این مرحله، مردم بدوی بر این باورند که اشیاء بی جان(inanimate)، روحی زنده درون خود دارند. از این رو مردم اشیاء بیجان مثل درخت، سنگ،تکه چوب، فوران‌های آتشفشانی و ... را می پرستیدند. از طریق این عمل مردم بر این باورند که همه چیز ریشه در یک منبع فراطبیعی دارد.
1B. شرک – در نقطه ای از زمان، شک و تردید در ذهن مؤمنان به بت وارگی آغاز شد. در نتیجه مردم به سوی شرک روی آوردند؛ شرک همان توضیح وقایع با استفاده از خدایان متعدد است. مردم بدوی بر این باورند که همه ی نیروهای طبیعی در کنترل‌ خدایان مختلف است؛ برای نمونه: خدای آب و خدای باران و خدای آتش خدای هوا و خدای زمین و ...
1C. توحید – توحید یعنی اعتقاد به یک خدا یا خدای احد و واحد؛ یعنی نسبت دادن همه چیز به یک خدا، خدایی متعالی. مردم بدوی باور داشتند یک موجود الهی مسئول وجود جهان است.

(۲) مرحله متافیزیکی گسترش مرحله ربانی است. مرحله متافیزیکی اشاره دارد به توضیحی که بر اساس مفاهیم انتزاعی و غیر شخصی بیان شده است. مردم اغلب سعی میکردند باور کنند که خدا، وجودی انتزاعی است. آنها بر این باورند که قدرت یا نیرویی انتزاعی وقایع جهان را هدایت و تعیین میکند. تفکر متافیزیکی اعتقاد به خدایی متقن را انکار می کند. ماهیت کاوش، عقلانی و منطقی در طبیعت است. برای نمونه: در جامعه کلاسیک هندو در هند اصل حلول روح، مفهوم تولد دوباره، مفاهیم متعاقب تا حد زیادی توسط تفکر بسیار دشوار متافیزیکی است.
(۳) مرحله اثبات گرایی (پوزیتیویست ای)، یا همان مرحله علمی(Scientific) اشاره دارد به توضیح علمی مبتنی بر مشاهده، آزمایش و مقایسه علمی. توضیحات اثبات گرایانه بر یک روش متمایز برای توجیه (justification) تکیه دارند، متد علمی. امروزه مردم در تلاش برای ایجاد روابط علت و معلولی هستند. اثباتگرایی راهی بسیار عقلانی برای نگریستن جهان است؛ همچنین تاکید بر مشاهده و دسته‌بندی داده‌ها و حقایق است. به دید کنت، این بالاترین و تکامل یافته ترین رفتار است.
اما کنت از این واقعیت آگاه بود که مراحل سه گانه اندیشه، ممکن است همزمان در یک جامعه و حتی در ذهن یک نفر وجود داشته باشد (یعنی فرد، در بعضی موضوعات در مرحله ی علمی و در موضوعات دیگر در مرحله های قبلی مانده باشد!) و ممکن است همیشه پی در پی نباشند.
کنت یک سلسله مراتب از علوم را بر اساس توالی تاریخی با مناطق دانش عبور از این مراحل به منظور از پیچیدگی است. ساده‌ترین و دور افتاده‌ترین مناطق دانش—مکانیکی یا فیزیکی—برای اولین بار تبدیل به علمی است. اینها به دنبال پیچیده‌تر و علوم آن در نظر گرفته شده نزدیک به ما.

دانش ها با توجه به «قانون» کنت بدین ترتیب توسعه یافته اند: (توجه: "کاربرد دانش" که همان تکنولوژی است در این دسته بندی وارد نشده است.) 
- ریاضیات - منطق
- ریاضیات کاربردی - هندسه و مکانیک؛ نجوم - مشاهده
- فیزیک - مشاهده + آزمایش
- شیمی - مشاهده + آزمایش + دسته بندی
- زیست‌شناسی - مشاهده + آزمایش + دسته بندی + مقایسه
- جامعه‌شناسی - مشاهده + آزمایش + دسته بندی + مقایسه + متد تاریخی

در نتیجه در نتیجه در سلسله مراتب کنت، جامعه شناسی «ملکه علوم» شناخته می شود چرا که از دانش های بنیادی تر تشکیل شده است.
چون کنت علوم اجتماعی را به عنوان مشاهده رفتار انسان و شناخت می دید، تعریف خود را از جامعه‌شناسی شامل مشاهده گسترش خود دانش بشر کرد. بنابر این کنت جامعه شناسی را بالاتر از دیگر دانش ها می دانست. جامعه‌شناسی هم بدنه ی دانش مثبت(اثبات گرا) را کامل می کند، هم زمینه های مختلف دانش را به یکدیگر متصل می کند که «ارتباط متقابل گسترش اجتماعی و علمی» را نشان می دهد.
به Comte, قانون سه مرحله ساخته شده و توسعه جامعه‌شناسی اجتناب ناپذیر و ضروری است. کنت شاهد شکل‌گیری قانون او به عنوان یک فعال استفاده از جامعه‌شناسی، اما این شکل‌گیری وابسته به علوم دیگر رسیدن به مثبت مرحله کنت سه مرحله قانون نمی‌خواهد که شواهد مثبت مرحله بدون مشاهده پیشرفت علوم دیگر را از طریق این سه مرحله است. در نتیجه جامعه‌شناسی و اول آن قانون سه مرحله خواهد بود توسعه یافته پس از علوم دیگر توسعه داده شد از متافیزیکی مرحله با مشاهده این توسعه علوم تبدیل شدن به شواهد علمی مورد استفاده در مثبت مرحله ای از جامعه‌شناسی است. این ویژه وابستگی به علوم دیگر کمک به Comte از دیدگاه جامعه‌شناسی در حال پیچیده‌ترین. آن را نیز ارائه توضیح برای جامعه‌شناسی که در گذشته علم به توسعه است.
کنت دیدم نتایج خود را در سه مرحله قانون و جامعه‌شناسی به عنوان نه تنها اجتناب ناپذیر است اما خوب است. در نگاه کنت، مرحله پوزیتیویستی نه تنها تکامل یافته ترین مرحله، بلکه بهترین مرحله برای انسان است. از طریق توسعه پیوسته "دانش اثبات گرا"، کنت امیدوار بوذ که انسان ها شناخت خود را از جهان کامل خواهند کرد و برای بهبود رفاه بشر پیشرفت واقعی خواهند داشت. او تحسین مثبت مرحله به عنوان «بالاترین دستاورد ذهن انسان» و به عنوان «برتری» بیش از دیگر مراحل ابتدایی است.
به‌طور کلی کنت قانون سه مرحله ای خود را به عنوان آغاز زمینه علمی جامعه‌شناسی به عنوان یک دانش اثبات گرا می دید. به اعتقاد او این توسعه شد کلید برای تکمیل مثبت فلسفه و در نهایت اجازه می‌دهد تا انسان را به مطالعه هر قابل مشاهده جنبه ای از جهان است. برای کنت جامعه‌شناسی را در انسان محور مطالعات امر مربوط به رشته‌های علوم به یکدیگر به عنوان پیشرفت در تاریخ بشر و مثبت فلسفه یکی منسجم بدن از دانش است. کنت ارائه مثبت مرحله نهایی دولت از همه علوم که اجازه می‌دهد دانش بشر به‌طور کامل منجر به پیشرفت بشر است.

## انتقادات از قانون
مورخ ویلیام هیول نوشت: «آقای کنت ترتیب از پیشرفت علم به عنوان متوالی متافیزیکی و مثبت است که بر خلاف تاریخچه در واقع و برخلاف صدا فلسفه در اصل است.» این مورخ علم H. Floris کوهن ساخته شده‌است که تلاش قابل توجهی برای جلب مدرن چشم نسبت به این بحث در مبانی اثباتگراییاست.